# Dacia Bigster
Dacia Bigster — компактный кроссовер румынского автопроизводителя Dacia, выпускающийся с 2024 года. Продажи намечены на январь 2025 года.
Впервые Bigster был представлен в 2024 году на Парижском автосалоне. В начале октября 2024 года, перед официальной презентацией, были опубликованы некоторые тизерные изображения.

## Описание
Bigster основан на платформе Renault CMF-B, на которой также базируется Dacia Duster III. Автомобиль оснащается гибридной силовой установкой, либо бензиновым двигателем на сжиженном нефтяном газе, либо же дизельным двигателем на других рынках.

## Концепт-кар

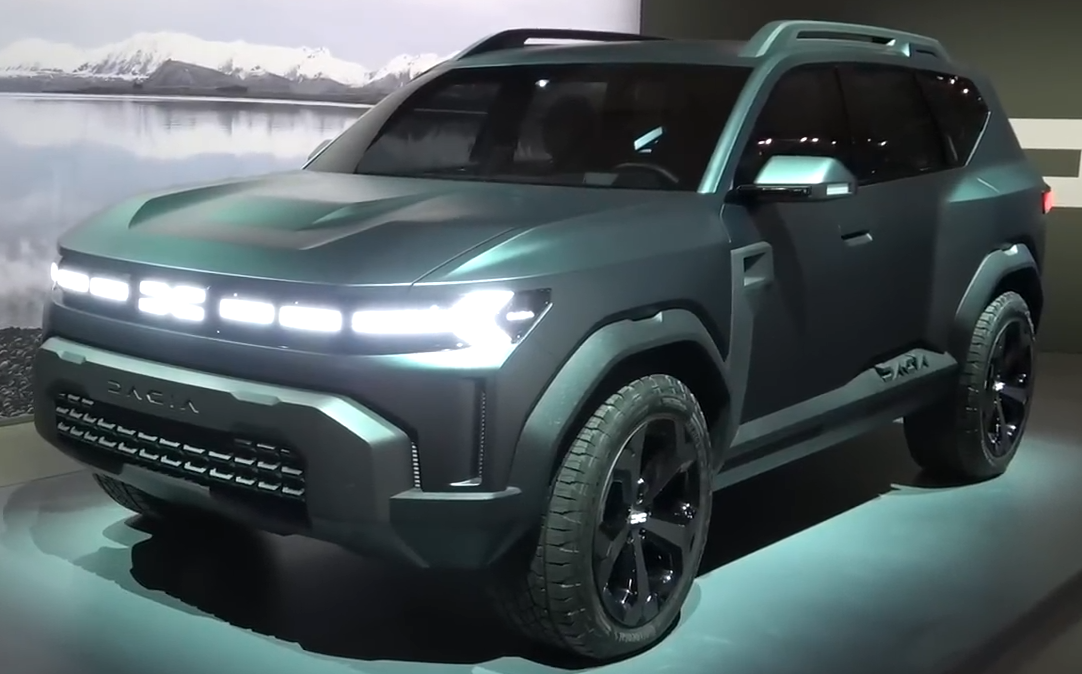
Вид спереди

Dacia Bigster Concept был представлен 14 января 2021 года Лукой де Мео.